# Paratrachelas acuminus
Paratrachelas acuminus là một loài nhện trong họ Trachelidae.
Loài này thuộc chi Paratrachelas. Paratrachelas acuminus được miêu tả năm 1988 bởi Zhu & An.